# 阿龙·威尔逊
阿龙·威尔逊（英語：Aaron Wilson，1991年11月24日—），澳大利亚男子草地滚球运动员。他曾代表澳大利亚参加2018年和2022年英联邦运动会草地滚球比赛，共获得二枚金牌。